# Pseudorhizina californica
Pseudorhizina californica är en svampart som först beskrevs av William Phillips, och fick sitt nu gällande namn av Harmaja 1973. Pseudorhizina californica ingår i släktet Pseudorhizina och familjen Discinaceae.   Inga underarter finns listade i Catalogue of Life.